# Vîșevîci, Radomîșl
Vîșevîci (în ucraineană Вишевичі) este o comună în raionul Radomîșl, regiunea Jîtomîr, Ucraina, formată numai din satul de reședință.

## Demografie
Componența lingvistică a comunei Vîșevîci
     Ucraineană (97,98%)
     Rusă (1,82%)
     Alte limbi (0,2%)
Conform recensământului din 2001, majoritatea populației comunei Vîșevîci era vorbitoare de ucraineană (97,98%), existând în minoritate și vorbitori de rusă (1,82%).